# Rhododendron madulidii
Rhododendron madulidii är en ljungväxtart som beskrevs av G. Argent. Rhododendron madulidii ingår i släktet rododendron, och familjen ljungväxter. Inga underarter finns listade i Catalogue of Life.